# Cilaos (eau minérale)
Cilaos est une marque d'eau minérale naturellement gazeuse produite sur l'île de La Réunion et mise en bouteille par Cilaos SARL.

## Source
Sa source se situe sur la commune du même nom, Cilaos, sur la route d'Ilet à Cordes. L'eau est captée à partir de la source Véronique (fille d'André RODDIER, l'ingénieur de captage des 3 sources), l'une des trois sources thermales
. Elle est puisée à 13 mètres de profondeur.

## Propriétés et composition analytique
L'eau possède l'appellation d'eau minérale naturelle par l'académie de médecine[réf. nécessaire].
L'eau Cilaos est une eau carbo-gazeuse possédant une minéralisation totale comprise entre 1 200 et 1 700 mg/L.
Cilaos est déferrisée et regazéifiée avec le gaz carbonique naturel des sources au moment de son embouteillage.
| Éléments             | Proportion en mg/L |
| -------------------- | ------------------ |
| Calcium (Ca2+)       | 132.3              |
| Magnésium (Mg2+)     | 76.2               |
| Potassium (K+)       | 6.1                |
| Sodium (Na+)         | 235                |
| Bicarbonates (HCO3-) | 1427               |
| Sulfates (SO42-)     | 60                 |
| Chlorures (Cl-)      | 3.8                |
| Fluorures (F-)       | <0,05              |

## Historique
Au XIXe siècle, les trois sources d'eau thermale du Cirque de Cilaos (Véronique, Irénée et Manès) sont découvertes par le grand public et reconnues pour la cure.
En 1976, le maire de Cilaos, Irénée Accot, émet l'idée de mettre cette eau de source en bouteille. En 1986, le Conseil général, qui est alors propriétaire des sources thermales, lance un appel d'offres pour la concession d'exploitation d'embouteillage de l'eau minérale de la source Véronique. En 1993, c'est Georges Chan-Ou-Teung, gérant des marques Cot et Sorebra, qui remporte l'appel d'offres et qui crée en 1993, la SARL Cilaos. En 1999, les premières bouteilles de Cilaos sont vendues sur le marché réunionnais.

## Chiffres
En 2011, Cilaos c'est : 2 879 019 euros de chiffre d'affaires; une production qui a doublé depuis 2000; 8 % des bouteilles vendues au CHR (cafetiers, hôteliers et restaurateurs).